# Кама (приток Оми)
Ка́ма — река на северо-западе Новосибирской области России, правый приток реки Омь. Протекает среди болот и озёр Барабинской низменности. Длина реки составляет 222 км, площадь бассейна — 2680 км².

## Описание
Вытекает из небольшого озера Пичурла в обширном болоте Чумган в Северном районе. Течёт на запад-юго-запад, в верхней части протекает через озёра Атлугуль, Южала, Аптула, Кандово, Кырчик. В среднем течении пересекает Куйбышевский район, где делает зигзаг на юго-запад. В низовьях течёт по Венгеровскому району и впадает в Омь по правому берегу в 529 км от её устья.
Значимых притоков нет. К реке примыкают осушительные каналы.
В 1977 году русло было перекрыто плотиной в Козловке (примерно 7 км от устья), создано водохранилище объёмом 4,98 млн м³ для лиманного орошения. Ниже плотины русло частично канализовано.
Населённые пункты на реке (все — ниже озёр): Ефремовка, Кама (крупнейший населённый пункт в бассейне), Михайловка 2-я, Шагир, Усть-Ламенка, Чистое Озеро, Туруновка, Козловка. В бассейне также находятся Новотроицк, Фёдоровка и другие.
В Туруновке реку пересекает автодорога Куйбышев — Венгерово, имеются также мосты при всех населённых пунктах выше по реке (за исключением Ефремовки) и мост в верховьях на автодороге Куйбышев — Северное.

## Данные водного реестра
По данным государственного водного реестра России относится к Иртышскому бассейновому округу, водохозяйственный участок реки — Омь, речной подбассейн реки — Омь. Речной бассейн реки — Иртыш.
Код водного объекта — 14010200112115300004930.